# 120-о основно училище „Георги Раковски“
120 основно училище „Георги Раковски“ е основано през 1894/95 г. на територията на махала „Перловец“ в днешния квартал „Лозенец“ в София. Основната сграда е построена през 1911 г. върху дарен парцел с пари на дарители. Сградата е проектирана от известния български архитект Георги Фингов, виенски възпитаник и един пионерите на стила сецесион у нас, една от осемте училищни сгради проектирани от него в столицата. Сега 120-то училище е разположено в триетажна монолитна учебна сграда с централно отопление, запазила оригиналния архитектурен облик и включваща единствено някои достроявания. Разполага с просторни класни стаи и кабинети, компютърен и методичен кабинет, библиотека с над 8500 тома художествена и научна литература, бюфет, столова, физкултурен салон, футболно и баскетболно игрище, а училищният двор е парк с цветни алеи и вековни дървета.
Опитни и висококвалифицирани преподаватели дават много добра общообразователна подготовка и предоставят възможност за максимална изява и развитие на потенциала на всяко дете.
Към училището функционира детски център за работа с деца, който предлага различни занимания през свободното време: народни, модерни и класически танци, занималня от 1-ви до 4-ти клас, както и клуб „Сръчни ръце“.